# Captivi

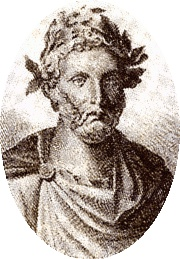
Plauto

Captivi o Los Cautivos es una de las obras más celebradas del comediógrafo y poeta latino T. Maccio Plauto. Su obra fue traducida a  lengua 

Esta pieza de Plauto ofrece el tipo único en su repertorio y en toda la antigua literatura latina de este género de lo que llamamos especialmente «drama» en las modernas literaturas. Se diferencia por su moralidad muy particularmente del resto de las obras de Plauto como él mismo con honrada ingenuidad y complacencia lo declara al principio y al fin de esta hermosa composición.

## Argumento
El argumento de Los Cautivos es bien sencillo. Se trata del noble sacrificio de un esclavo por salvar a su amo, y también de los sufrimientos y las angustias de un padre por el amor de sus hijos. 
A un pobre anciano de Etolia llamado Hegión le fue robado por un pícaro esclavo un hijo de los dos que tenía. El otro hijo, de nombre Filopólemo, cae prisionero en la guerra que a la sazón sostienen los etolios con los eleos. El amoroso padre se dedica a comprar cautivos de la Élide para ver si puede por tal medio conseguir canjear a su hijo por alguno de ellos. Entre los cautivos eleos que han sido adjudicados por el pretor, se hallan los dos míseros jóvenes que se presentan ante el público al comenzar el drama, sujetos con cadenas: el capitán Filócrates y un siervo suyo llamado Tíndaro. Los dos cautivos idean la estratagema de cambiar de trajes y de nombres por cuyo medio se promete el señor que el viejo Hegión lo enviará libre a su patria para realizar sus proyectos. El anciano cae fácilmente en el lazo y deja al supuesto siervo ir a la Élide con el encargo de arreglar con el padre de Filócrates el cambio de su hijo. Otro cautivo eleo hace ver después a Hegión el engaño de que ha sido objeto. El desconsolado anciano, indignado por la farsa que se ha urdido contra él, ordena a sus lorarios que encadenen al generoso siervo Tíndaro y lo envíen sin piedad a ejecutar penosos trabajos en los sótanos. 
Por último, el pundonoroso Filócrates regresa de su patria trayendo consigo a Filopólemo y al infame siervo que había raptado hacía muchos años al otro hijo. Dicho esclavo declara que vendió el niño robado a un opulento señor de la Élide llamado Teodoromedo, es decir... el padre de Filócrates. Pegnio, el niño robado, era, pues, el mismo siervo Tíndaro.

## Personajes
Véase Personajes comunes de la comedia romana
Véase Personajes típicos de la comedia plautina
- El parásito[6] ERGÁSILO[7] (ERGASILVS PARASITVS).

- El viejo HEGIÓN (HEGIO SENEX).

- El LORARIO (LORARIVS).

- El joven FILÓCRATES (PHILOCRATES ADVLESCENS).

- El esclavo TÍNDARO (TYNDARVS SERVVS).

- El joven ARISTOFONTES[8] (ARISTOPHONTES ADVLESCENS).

- Un NIÑO (PVER).

- El joven FILOPÓLEMO[9] (PHILOPOLEMVS ADVLESCENS).

- El esclavo ESTALAGMO[10] (STALAGMVS SERVVS).

## Comentario
Para poder apreciar el gran efecto que esta famosa obra latina debió hacer en el público de la antigua Roma es preciso tener muy en cuenta la importancia que se daba al rasgo de generosa abnegación: en este caso, al noble y heroico sacrificio de Tíndaro. En la Historia de Tito Livio se nos refiere que un esclavo de Flaminio murió cubriendo con su cuerpo el del famoso cónsul en la memorable batalla del lago Trasimeno, y el ameno Valerio Máximo nos cita multitud de ejemplos de admirable fidelidad de infelices honrados esclavos. 
Captivi fue representada diez años antes de la muerte de su autor. Tal vez se propondría el poeta inaugurar un nuevo género en su edad avanzada.